# 부여 조응록 영정
부여 조응록 영정은 충청남도 부여군 부여읍에 있다. 2014년 2월 5일 부여군의 향토문화유산 제122-1호로 지정되었다.